# Россолово (посёлок, Костромская область)
Россолово — посёлок в составе Ореховского сельского поселения Галичского района Костромской области.

## География
Расположен у одноименной железнодорожной станции главного хода Транссибирской магистрали. На станции останавливаются поезда дальнего следования. Посёлок находится в трех километрах от реки Вёкса, имеется мост, соединяющий станцию Россолово и село Орехово, которое стоит на берегу реки Вёксы.

## История
Согласно Списку населенных мест Костромской губернии в 1907 году железнодорожная станция Розсолово относилась к Ногатинской волости Галичского уезда Костромской губернии. По сведениям волостного правления за 1907 год в ней числилось 8 крестьянских дворов и 44 жителя.
В западной части Костромской области располагается наш Галичский район,  известный своей живописной природой и интересной историей.
Есть и другая версия истории поселка Россолово. 
Поселок Россолово находится в двадцати пяти километрах от Галича. Первое упоминание о поселке относится к 1790 году. В это время деревня Россолово принадлежала галичскому помещику И. Ф. Нелидову. При этом помещике деревня Россолово входила в состав вотчины – большого хозяйства феодала. Деревня располагалась на большой дороге из Галича в Москву.

## Открытие железнодорожной станции
Следующее упоминание о посёлке относится к 1906 году. В это время велось строительство железнодорожной ветки Вологда – Вятка. 24 ноября 1906 года состоялось официальное открытие станции Россолово, которая принадлежало к пятому классу, в состав которой входили самые необходимые постройки: вокзал, водонапорная башня, туалеты на платформе, пакгауз и два жилых дома для начальника станции и агентов службы движения. При рытье карьера у станции, во время строительства железной дороги, на глубине 5 метров были найдены кости мамонта, бизона, шерстистого носорога и пещерного льва. Все эти находки передали в Зоологический музей Академии Наук.
Первые дома поселка появляются рядом со станцией.В годы Великой Отечественной войны количество домов увеличивается, т.к. в поселок переезжают люди из окрестных деревень для работы на железной дороге. 800 жителей Ореховского с/совета ушли на войну сражаться с фашистами, из них к нашей скорби, погибли 403 человека. На войне из поселка Россолово погибли 13 человек.
Основная застройка посёлка проходила после Великой Отечественной войны. Строились дома вдоль дороги в 50-60 годы.До 1959 года посёлок входил в состав Ореховского района. В этот период в поселке располагались: чайная, Россоловский сельсовет, клуб, два магазина, пекарня, колбасная, Заготсено.

## Передвижная механизированная колонна
С 1962 года начала работу организация ПМК–передвижная механизированная колонна, которая занималась мелиорацией земель. С 1994 года ПМК является  участком Галичского Межрайонного Управления эксплуатации мелиоративных систем. Начальники ПМК: Елшин, М.С. Нечаев, Г.А. Бойкова. Организация имела много техники. Экскаватор одноковшовый – копали каналы открытой сети, где было осушение. На них работали Е.М. Чистяков и В.В. Калинин. На ЭТЦ делали закрытую осушительную сеть. На тракторах Т-130 работали по заготовке торфа и на корчёвке. Трактор ДТ-75 выполнял технические работы: вспашка, выравнивание полей. Более 25 лет в организации работали Б.Д. Козлов, А.В. Рябко, Н.С. Тикина, И. Хатскевич. В 70-80-е годы в ПМК велось строительство. Была своя строительная бригада. Были построены контора, двухэтажный деревянный дом, белые каменные дома в ПМК.  
В организации работали 150 человек. Центральным входом на территорию ПМК являлись белые ворота, между ними была арка,в ней находились железные ворота. В будках работал пропускной пункт. 

## Россоловский сырзавод
В 70-е годы шло строительство сырзавода  исырзаводского дома. Строила завод бригада из СМУ города Галича в течение 5-6 лет. В 1970 году сырзавод начал свою работу. Работало на заводе около 120 человек. Первое время работали в три смены, а затем в две. Россоловский сырзавод был одним из крупных в области. В сутки поступало около 100 тонн молока. Привозили его на лошадях, тракторах. На заводе изготавливали: молочный сахар, кефир, сметану, творог, сыры «голландский», «костромской» и «российский»,сливочное масло крестьянское и вологодское. Продукцию отправляли в города и заграницу. В месяц отправляли по пять вагонов продукции.  На заводе имелись сырцех, маслоцех, аппаратный цех, приемка молока. Лучшим мастером-сыроделом был Борис Андреевич Смирнов. Работали в основном женщины. Долгое время на заводе работали: Варначева Антонина Сергеевна, Лобанчикова Зинаида Александровна, Корнева Галина Игнатьевна. До самого закрытия трудились на сырзаводе Ковяткина Маргарита Федоровна, Михайловская Валентина Ивановна, Муравьева Елена Павловна и многие другие. Мужчины-слесаря обслуживали оборудование. Техника ломалась, ремонтировали без простоя, не считаясь со своим временем. На заводе проводились социалистические соревнования,обменивались опытом работы.

## Россоловская школа
До 1959 года в поселке Россолово не было своей школы. Ребятишки учились в начальной школе, которая располагалась в деревне Завражье.Завражная начальная школа в 1959 году  была реорганизована в Россоловскую школу. Приказом районного отдела народного образования № 9 от  1 сентября 1959 года Завражная начальная школа была реорганизована в Россоловскую семилетнюю, а затем в восьмилетнюю школу.
Первым директором школы был Лебедев Олег Васильевич. В открывшейся Россоловской школе обучались около 200 школьников. Школа работала в две смены. В здании располагались 5 кабинетов, буфет. К концу 60-х остро стоял вопрос о новой школе. 1 сентября 1970 года состоялось торжественное открытие нового здания Россоловской восьмилетней школы.Первым ее директором стала учитель русского языка и литературы Лидия Яковлевна Смирнова. В 1970 году учащимися школы под руководством Чистяковой Марианны Ивановны был заложен учебно-опытный участок. Площадь участка составляла 0,5 га. Участок имел следующие отделы: овощной, полевой, цветочно-декоративый, плодовоягодный, дендрарий,отдел начальных классов. На территории участка построена беседка и теплица. В 1981 году  на территории школы был заложен   Ленинский  сад, по плану, присланному в школу из города Ульяновска – родины В.И. Ленина. Аллея выпускников была заложена в 1971 году на территории школьного парка Россоловской школы. Закладкой аллеи занимались выпускники. 

## Памятник истории - водонапорная башня
Если вы когда-нибудь приедете  в поселок Россолово, то непременно обратите внимание и на другие памятные и приметные места, в которых  зоркий взгляд способен в обычном увидеть необычное.  Бережное и почтительное отношение к ним  передается из века в век. Водонапорная башня,восьмигранная в плане, имеет двухъярусную композицию: на стройный нижний ярус,выполненный в лицевой кладке, с высоким гранитным цоколем, водружен более широкий деревянный верхний, увенчанный граненым барабанчиком, поднятым над пологой восьмискатной кровлей большого выноса. Плоскости граней нижнего яруса в завершении имеют нарядный карниз с рядами мелких зубчиков.
До муниципальной реформы 2010 года посёлок Россолово входил в состав Ореховского сельского поселения.